# 莱萨勒迪加尔东
莱萨勒迪加尔东（法語：Les Salles-du-Gardon，法語發音：[le sal dy ɡaʁdɔ̃]）是法国加尔省的一个市镇，属于阿莱斯区。

## 地理
莱萨勒迪加尔东（44°12'25"N, 4°2'5"E）面积21.09 平方千米，位于法国奧克西塔尼大區加尔省，该省份为法国南部沿海省份，南端濒地中海，北起顺时针与阿尔代什省、沃克吕兹省、罗讷河口省、埃罗省、阿韦龙省和洛泽尔省接壤。
与莱萨勒迪加尔东接壤的市镇（或旧市镇、城区）包括：布拉努-莱塔亚德、桑德拉斯、拉格朗孔布、拉姆卢兹、拉瓦勒普拉代勒、圣马丹-德瓦尔加尔格、苏斯泰勒。
莱萨勒迪加尔东的时区为UTC+01:00、UTC+02:00（夏令时）。

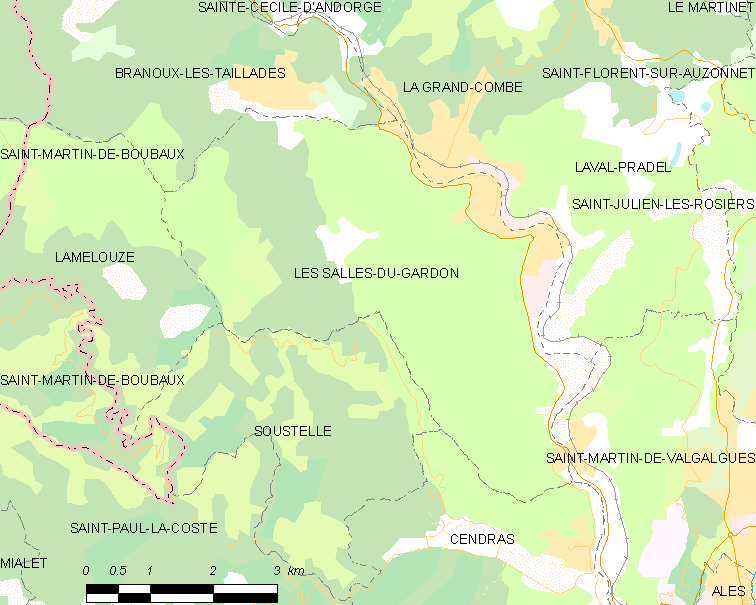
莱萨勒迪加尔东的OSM定位图

## 行政
莱萨勒迪加尔东的邮政编码为30110，INSEE市镇编码为30307。

## 政治
莱萨勒迪加尔东所属的省级选区为拉格朗孔布县。

## 人口

1962-2008年间莱萨勒迪加尔东人口变化图示

莱萨勒迪加尔东于2022年1月1日时的人口数量为2403人。